# 栏垅乡
栏垅乡，是中华人民共和国湖南省衡陽市衡阳县下辖的一个乡镇级行政单位。

## 行政区划
栏垅乡下辖以下地区：
栏市村、枫树村、上春村、新龙堂村、均陂村、大石村、新门前村、竹山村、东库村、召冲村、泉口村、白水村、寺松村、关庙村、荷陂村、鹿鸣村、建塘村、东水村和长冲村。